# Неделя языка маори

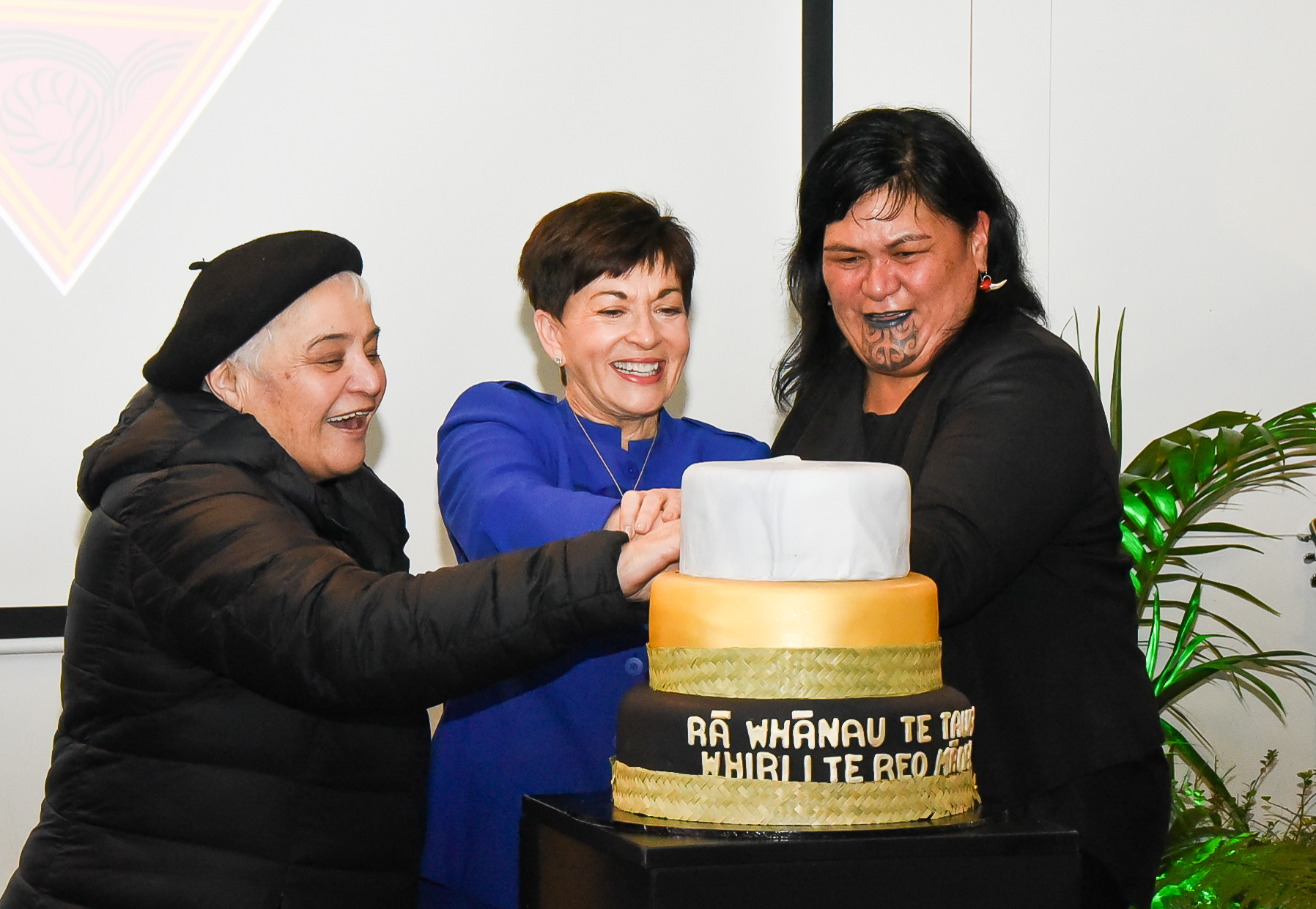
Тариана Туриа, Генерал-Губернатор Пэтси Редди и Наная Махута празднуют Неделю языка маори в 2019 году

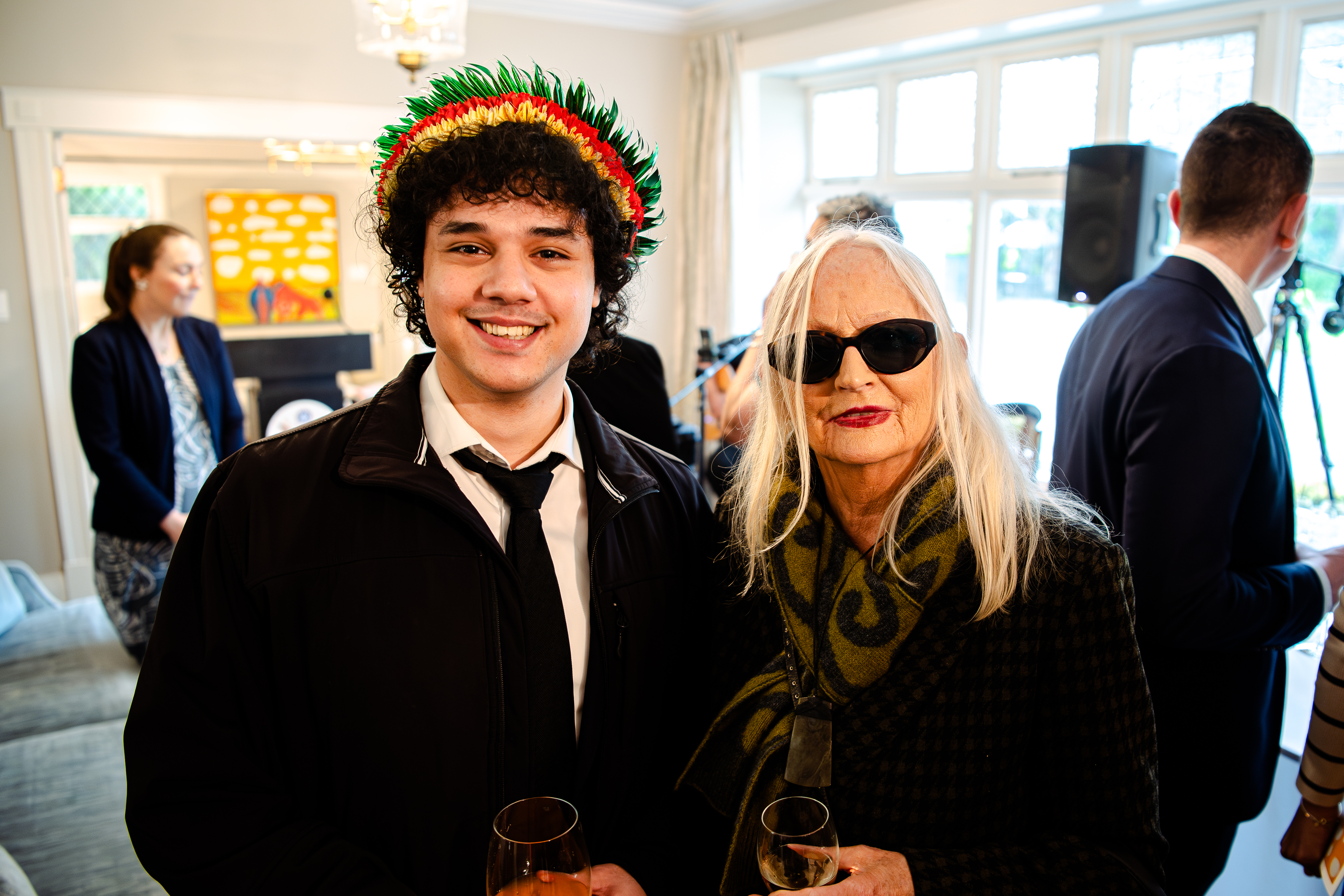
2024

Неделя языка маори (маори Te Wiki o te Reo Māori, англ. Māori Language Week) — новозеландская инициатива по распространению языка маори, являющегося одним из официальных в стране, среди новозеландцев. Неделя языка маори — часть кампании по возрождению языка маори. Проводится с 1975 года, ныне под управлением Te Puni Kōkiri (Министерство развития маори) и комиссии по языку маори. В неделе принимают участие школы, библиотеки, государственные органы.